# Dresdner Bank

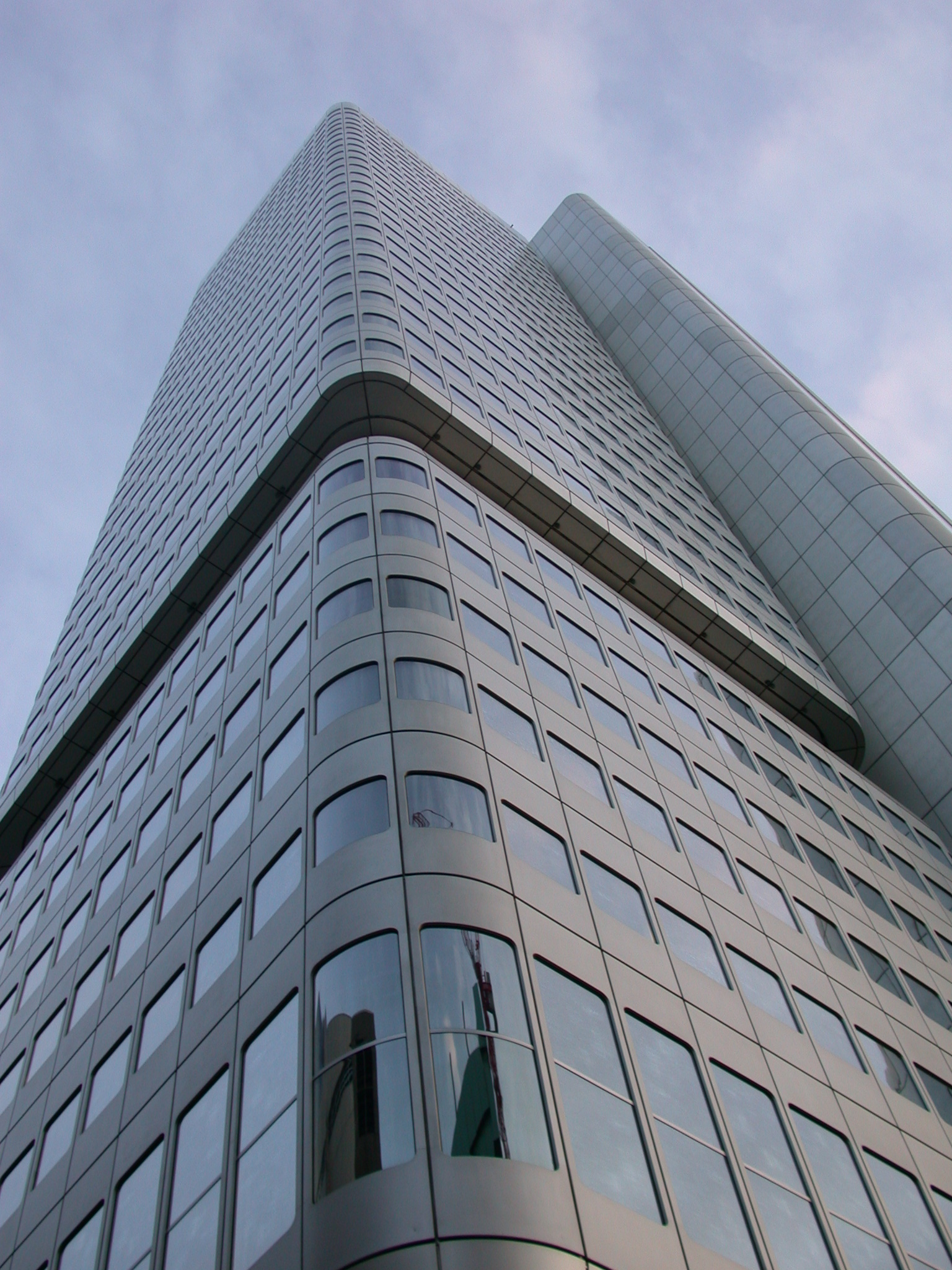
Dresdner-Bank-Hochhaus var Dresdner Banks huvudkontor i Frankfurt am Main.

Dresdner Bank AG var en av Tysklands största bankkoncerner, grundad den 12 november 1872, med huvudkontor i Frankfurt am Main.
Dresdner Bank blev den 11 maj 2009 uppköpt av Commerzbank.